# لولو كارتر
لولو كارتر (بالسويدية: Lulu Carter)‏ هي مصممة ديكور ‏ سويدية، ولدت في 5 أبريل 1961 في Vänersborg ‏ في السويد.